# Sainte-Barbe (Moselle)
Sainte-Barbe ist eine französische Gemeinde mit 783 Einwohnern (Stand 1. Januar 2022) im Département Moselle in der Region Grand Est (bis 2015 Lothringen). Sie gehört zum Arrondissement Metz und zum Kanton Le Pays messin.

## Geographie
Sainte-Barbe liegt in Lothringen, etwa 14 Kilometer nordöstlich von Metz auf einer Höhe zwischen 225 und 318 m über dem Meeresspiegel. Das Gemeindegebiet umfasst 13,84 km². Zu Sainte-Barbe gehören die Ortsteile Avancy, Cheuby, Gras, Le Point du Jour und Le Soleil d'Or.

## Geschichte
Der Ort wurde 1300 als Sainte-Bairbe erwähnt.
Die Ortschaft gehörte früher zum Bistum Metz.
Das Gemeindewappen zeigt den Turm von Sainte-Barbe als Überrest des ehemaligen Wallfahrtsortes. Die Steine weisen darauf hin, dass Sainte-Barbe im Besitz des Kapitels der Kathedrale von Metz war. Die heilige Barbara galt als Patronin des ganzen Metzer Landes (Pays Messin).
Während des Dreißigjährigen Kriegs brannten im Oktober 1635 kroatische Truppen das Dorf nieder und töteten viele der Einwohner.
Das Dorf war während des Deutsch-Französischen Kriegs 1870 in der Schlacht von Noisseville umkämpft. Durch den Frankfurter Frieden vom 10. Mai 1871 kam die Region an Deutschland und das Dorf wurde dem Landkreis Metz im Bezirk Lothringen des Reichslandes Elsaß-Lothringen zugeordnet. Die Dorfbewohner betrieben Getreide-, Obst-, Wein-  und Gemüseanbau.
Nach dem Ersten Weltkrieg musste die Region aufgrund der Bestimmungen des Versailler Vertrags 1919 an Frankreich abgetreten werden. Im Zweiten Weltkrieg war die Region von der deutschen Wehrmacht besetzt und stand unter deutscher Verwaltung.
In den Jahren 1915–1919 und 1940–1944 trug der Ort den amtlichen deutschen Namen Sankt Barbara.
| Jahr      | 1962 | 1968 | 1975 | 1982 | 1990 | 1999 | 2007 | 2019 |
| Einwohner | 268  | 269  | 302  | 403  | 525  | 672  | 710  | 761  |

## Belege
1. ↑  Franz Xaver Kraus: Kunst und Alterthum in Elsass-Lothringen. Beschreibende Statistik. Band III: Kunst und Althertum in Lothringen, Friedrich Bull, Straßburg 1886, S. 26–29 (books.google.de).
2. 1 2 3   Eugen H. Th. Huhn: Deutsch-Lothringen. Landes-, Volks- und Ortskunde, Stuttgart 1875, S. 308 (google.books.de).
3. ↑  Wappenbeschreibung auf genealogie-lorraine.fr (französisch)
4. ↑  Karl Uibeleisen: Die romanischen und fränkischen Ortsnamen in Wälsch-Lothringen. Metz 1883, S. 4.
5. ↑  Die Ortsnamenverdeutschung in Elsaß-Lothringen 1871-1915. 28. November 2010, archiviert vom Original am 28. November 2010; abgerufen am 22. März 2023.  Info: Der Archivlink wurde automatisch eingesetzt und noch nicht geprüft. Bitte prüfe Original- und Archivlink gemäß Anleitung und entferne dann diesen Hinweis.